# Annarita Sidoti
Annarita Sidoti, född 25 juli 1969 i Gioiosa Marea, Sicilien, död 21 maj 2015 i Gioiosa Marea, var en italiensk friidrottare som tävlade i gång.
Sidoti var under 1990-talet en av världens främsta kvinnliga gångare som vann två EM-guld och ett VM-guld på 10 km gång. Hon blev två gånger nia (vid VM 1991 och 1993).
Hon deltog vid VM 2001 på 20 km gång där hon slutade på åttonde plats. Vid EM 2002, som blev hennes sista mästerskap, blev hon också åtta på 20 km gång.
Hon avled  i maj 2015 av cancer.

## Personliga rekord
- 10 km gång - 41.46
- 20 km gång - 1:28.38